# (100434) Jinyilian
(100434) Jinyilian est un astéroïde de la ceinture principale.

## Description
(100434) Jinyilian est un astéroïde de la ceinture principale. Il fut découvert le 6 juin 1996 à la station de Xinglong par le programme Beijing Schmidt CCD Asteroid Program. Il présente une orbite caractérisée par un demi-grand axe de 2,65 UA, une excentricité de 0,20 et une inclinaison de 17,1° par rapport à l'écliptique.
Il porte le nom de l'ingénieur chinois Jin Yilian.

## Compléments